# Johann Conrad Peyer (Mediziner)
Johann Conrad Peyer, auch Johann Konrad Peyer, latinisiert Johannes Conradus Peyer (* 26. Dezember 1653 in Schaffhausen; † 29. Februar 1712 ebenda), war ein Schweizer Arzt, Lehrer, Anatom und Physiologe.

## Leben und Werk
Johann Conrad Peyer wurde als fünftes von zwölf Kindern der angesehenen Schaffhauser Bürgerfamilie „Peyer mit den Wecken“ geboren. Sein Vater, Hans Konrad Peyer, war Direktor des Collegium humanitatis, dem humanistischen Gymnasium von Schaffhausen, welches von der Familie Peyer gestiftet wurde. Nach dem frühen Tod seiner Mutter, Barbara Ziegler, aus der Familie „Ziegler zur Laterne“ 1663 begleitete Peyer seinen Vater ins Maiental, wo dieser in den Jahren 1664 und 1665 als eidgenössischer Landvogt tätig war. Anschließend besuchte Peyer das Collegium humanitatis in Schaffhausen, wo er wahrscheinlich seine herausragende sprachliche Bildung erwarb. Besonders hervorzuheben sind seine Kenntnisse im lateinischen Ausdruck.
Ein Freund der Familie, Johann Jakob Wepfer, seit 1647 Stadtarzt in Schaffhausen, trug wohl als Vorbild Johann Conrad Peyers mit zu seiner Entscheidung bei, Medizin zu studieren. Von 1673 bis 1675 studierte Peyer an der Medizinischen Fakultät in Basel, wo zu jener Zeit Professor Johann Heinrich Glaser lehrte. Hier schloss Peyer Freundschaft mit Johann Jakob Harder und Johannes von Muralt. Weil Glaser 1675 an einem ansteckenden Fieber starb, ging Peyer auf Anraten seines Vaters wieder nach Schaffhausen zurück. Hier studierte und forschte er während der nächsten zwei Jahre an der freien Schaffhäuser Ärzteschule gemeinsam mit seinem damaligen Freund Johann Conrad Brunner unter der Anleitung von Johann Jakob Wepfer. Bevorzugtes Forschungsobjekt der drei Wissenschaftler waren die Drüsen des Darmes.
1677 veröffentlichte Peyer seine erste Arbeit, die Exercitatio anatomico-medica de glandulis intestinorum earumque usu et affectionibus, in der er die Noduli lymphatici aggregatii des menschlichen Dünndarmes beschrieb, die er irrtümlich für Drüsen hielt. Dieser Irrtum hielt sich bis in die Mitte des 19. Jahrhunderts, als Brücke den lymphatischen Charakter der vermeintlichen Drüsen erkannte. Obwohl schon 1645 Marco Aurelio Severino diese Strukturen beschrieben hatte, sind sie bis heute in der Medizin als „Peyersche Platten“ bekannt.
Während dieser zweijährigen Schaffensperiode an der Ärzteschule von Schaffhausen erkannte Peyer die Bedeutung des anatomischen Denkens für die Krankheitslehre. Um seine Kenntnisse zu erweitern, reiste Peyer von 1677 bis 1680 zu den Hochburgen medizinischer Forschung. Von Genf, wo er 1677 bei dem Schweizer Arzt Théophile Bonet (1620–1689) studierte, ging er im selben Jahr nach Paris, wo er mit dem Königlichen Anatomen Joseph Du Verney (1648–1709) über zwei Jahre eng zusammenarbeitete und zu ihm ein freundschaftliches Verhältnis entwickelte. Peyers Aufenthalt in Paris fiel mit Du Verneys Erlaubnis zur allgemeinen Sektion an den städtischen Krankenhäusern zusammen. Gegenüber den vorwiegend anatomischen Interessen Du Verneys interessierten Peyer vor allem die pathologisch-anatomischen Veränderungen der sezierten Leichen. Peyer verfasste hier seine zweite Publikation, die Methodus Historiarum anatomico-medicarum (1678), eine Anleitung zur Sektionstechnik.
Aus einem Brief von Peyer an Muralt vom Mai 1678 geht hervor, dass er sich schon zu jener Zeit in Paris mit seinen Studien über die Wiederkäuer und das Wiederkäuen befasste, die er später in Form der Merycologia veröffentlichte: „In meiner Mußezeit denke und arbeite ich jetzt schon wieder an der Ruminatio herum, einem Stoff, der nützlich und nicht undankbar ist, wenn er auch für trivial gilt.“
Nach Abschluss seiner Bildungsreise, welche ihn von Paris aus über Montpellier, Lyon, Genf, Bern, Basel, Altdorf, Nürnberg und Augsburg führte, verbrachte er noch ein Jahr in Schaffhausen, bevor er im Oktober 1681 in Basel die Promotion ablegte. Kurz davor wurde er in die Academia Caesareo-Leopoldina, die Kaiserlich-Leopoldinische Akademie der Naturforscher unter dem Beinamen „Pythagoras“ aufgenommen. Im selben Jahr erschien Peyers Werk Parerga anatomica et medica septem, eine Zusammenstellung seiner bisherigen und einiger Schriften anderer.
1683 entbrannte schließlich ein erbitterter Streit zwischen Peyer und seinem ehemaligen Freund Johann Conrad Brunner, unter anderem über die Gleichartigkeit bzw. Verschiedenheit der von ihnen beschriebenen Strukturen, der von beiden Seiten, namentlich aber von Peyers Seite, mit solcher Gehässigkeit geführt wurde, dass die Streitenden sogar von wissenschaftlicher Seite her zur Mäßigung gemahnt werden mussten.
Neben seiner inzwischen aufgenommenen Tätigkeit als praktischer Arzt in Schaffhausen führte Peyer noch viele wissenschaftliche Untersuchungen durch. 1685 erschien die Merycologia, sein umfangreichstes Werk, das lange Zeit das Standardwerk der vergleichenden Anatomie und Physiologie des Wiederkäuermagens und des Wiederkäuens bildete.
1690 wurde Peyer Professor für Eloquenz am Schaffhauser Gymnasium und unterrichtete dort Logik, Rhetorik und Medizin. Im selben Jahr hörte seine schriftstellerische Tätigkeit völlig auf. Mit Annahme dieser Stelle erhoffte sich Peyer wahrscheinlich, einmal die Nachfolge Wepfers als Stadtarzt antreten zu können, wurde aber nach dessen Tod im Jahr 1695 übergangen. Diese herbe Enttäuschung veranlasste ihn, seine Ämter am Collegium humanitatis niederzulegen. Er konnte aber doch wieder zum Fortsetzen seiner Tätigkeit bewogen werden.
Im Januar 1706 starb Peyers Frau, Ursula Ziegler. Aus dieser Ehe gingen elf Kinder hervor; zu seinen Enkeln gehörte unter anderem der gleichnamige Jurist und Dichter Johann Conrad Peyer. Im März 1706 erlitt Peyer einen Schlaganfall, mit dem sechs Leidensjahre begannen. Halbseitig gelähmt und durch Sprachstörungen behindert folgten fünf weitere Anfälle, bis er schließlich am 29. Februar 1712 starb.
Nach Brunners Berufung an die Universität Heidelberg 1685 und Wepfers Tod 1695 verließ mit Peyer 1712 der letzte des ehemaligen Forschertrios Schaffhausen, das für ein halbes Jahrhundert diesem Städtchen am Rheinfall im „Reich der Medizin und Naturforschung zu europäischem Ruhm verhalf.“